# Oxycoryphe komui
Oxycoryphe komui är en stekelart som beskrevs av T.C. Narendran 1989. Oxycoryphe komui ingår i släktet Oxycoryphe och familjen bredlårsteklar. Inga underarter finns listade i Catalogue of Life.